# Автомобільна школа
Автошкола, або автомобільна школа, — навчальний заклад спеціальної освіти, призначений для підготовки нових водіїв з метою отримання посвідчення водія. В автошколі ведеться підготовка водіїв до складання іспитів на право керування транспортними засобами. Іспити на право керування транспортними засобами кожної категорії здаються окремо.
В Україні з 2019 р. присвоюються електронні свідоцтва про закінчення автошколи і вважаються дійсними протягом 2 років з дня закінчення закладу, при цьому результати складеного теоретичного іспиту вважаються дійсними протягом трьох місяців.

## Категорії транспортних засобів[2]
«А1» — моторолер, мопед та інші двоколісні транспортні засоби, які мають двигун з робочим об'ємом до 50 см³ або електродвигун потужністю до 4 кВт;;
«А» — мотоцикл та інші двоколісні транспортні засоби, які мають двигун з робочим об'ємом 50 см³ і більше або електродвигун потужністю 4 кВт і більше;
«В1» — квадро- і трицикли, мотоцикли з боковим причепом, мотоколяски та інші триколісні (чотириколісні) мототранспортні засоби, дозволена максимальна маса яких не перевищує 400 кілограмів;
«В» — автомобілі, дозволена максимальна маса яких не перевищує 3500 кілограмів (7700 фунтів), а кількість сидячих місць, крім сидіння водія, — восьми, состав транспортних засобів з тягачем категорії В та причепом, повна маса якого не перевищує 750 кілограмів;
«С1» — призначені для перевезення вантажів автомобілі, дозволена максимальна маса яких становить від 3500 до 7500 кілограмів (від 7700 до 16500 фунтів), состав транспортних засобів з тягачем категорії С1 та причепом, повна маса якого не перевищує 750 кілограмів;
«С» — призначені для перевезення вантажів автомобілі, дозволена максимальна маса яких перевищує 7500 кілограмів (16500 фунтів), состав транспортних засобів з тягачем категорії С та причепом, повна маса якого не перевищує 750 кілограмів;
«D1» — призначені для перевезення пасажирів автобуси, у яких кількість місць для сидіння, крім сидіння водія, не перевищує 16, состав транспортних засобів з тягачем категорії D1 та причепом, повна маса якого не перевищує 750 кілограмів;
«D» — призначені для перевезення пасажирів автобуси, у яких кількість місць для сидіння, крім сидіння водія, більше 16, состав транспортних засобів з тягачем категорії D та причепом, повна маса якого не перевищує 750 кілограмів;
«BE», «C1E», «CE», «D1E», «DE» — транспортні засоби з тягачем категорії В, С1, С, D1 або D відповідно та причепом, повна маса якого перевищує 750 кілограмів;
Водії, що мають право на керування транспортними засобами категорії «В», «С» або «D», але не мають право на керування транспортними засобами категорії «E», можуть керувати транспортними засобами категорії «В», «С» або «D» також при наявності причепа, дозволена максимальна маса якого не перевищує 750 кілограмів.

## Навчання в автошколі

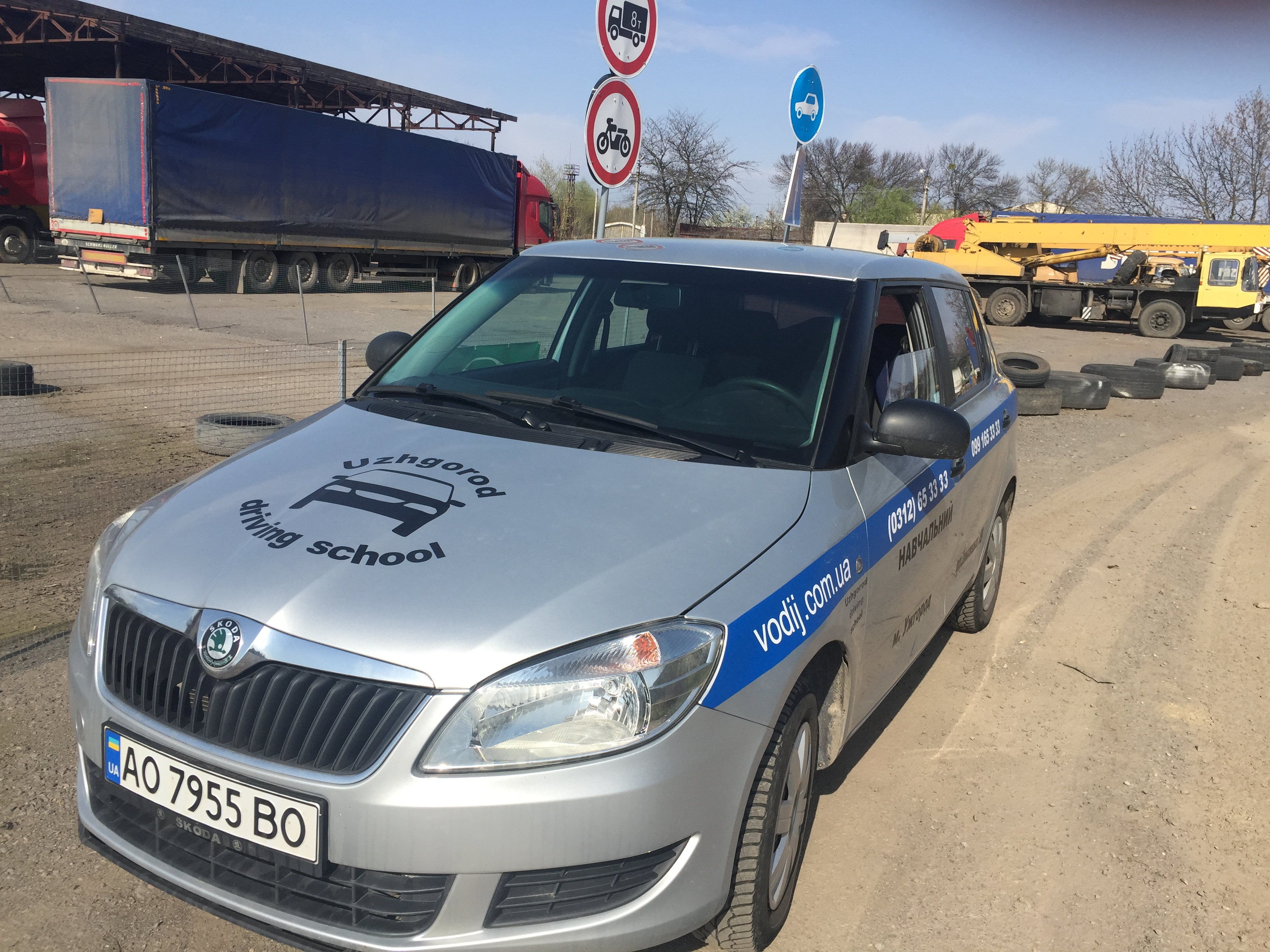
Навчальний автомобіль (Ужгород, 2018)

В Україні на навчання до автошколи приймають осіб, які пройшли спеціальну медичну комісію і досягають певного віку на момент закінчення автошколи (16 років для категорії «A», 18 років для категорій «B» і «C», та 21 рік для категорій «D»).
Загальний термін навчання в автошколі зазвичай становить 2,5 місяця. За цей час в автошколі проходять теорію (Правила дорожнього руху, технічні особливості автомобіля, безпеку руху, надання першої медичної допомоги), практику (навчальна їзда на автодромі та в місті), а також здають внутрішні іспити.
Як правило, внутрішні іспити копіюють аналогічні іспити в Територіальних сервісних центрах, але деякі автошколи спеціально ускладнюють умови здачі іспиту.

### Навчальна їзда
Початкове навчання водінню повинно здійснюватися тільки на спеціальних закритих майданчиках або на автодромах. (Деякі автошколи також використовують програми-тренажери для навчання водіїв).
Навчальна їзда по місту в Україні дозволяється тільки при дотриманні наступних умов:
- Учень досяг віку 14 років — при навчанні на мотоциклі або 15 років — при навчанні на автомобілі;
- Учень знає і виконує Правила дорожнього руху;
- Учень має початкові навички управління транспортним засобом;
- Поруч із учнем присутній автоінструктор.

Інструктор повинен відповідати певним вимогам. Так, він зобов'язаний мати стаж керування даним транспортним засобом не менше 3 років і мати спеціальний дозвіл на право навчання водінню на даному виді транспортного засобу.
Навчальний транспортний засіб повинен бути в обов'язковому порядку відзначено знаком «Навчальний транспортний засіб» (на транспортних засобах категорії «B» допускається встановлення даного знака на даху автомобіля). Також навчальний транспорт повинен бути обладнаний додатковим дзеркалом заднього огляду для інструктора, а також додатковими педалями гальма і зчеплення.
Навчальна їзда допускається тільки за спеціальними навчальними маршрутами, список яких затверджує сама автошкола. Під час самої навчальної їзди інструктор має право не пристібатися ременями безпеки.
Навчальна їзда заборонена:
- В темний час доби;
- На автомагістралях;
- На дорогах, позначених знаком «Дорога для автомобілів»;
- В житлових зонах і на дворових територіях;
- На дорогах, які офіційно заборонені для навчальної їзди (їх список складає місцеве відділення ДАІ).

## Іспити
Іспити на право керування транспортним засобом здаються в ТСЦ (Територіальному сервісному центрі). Іспит складається з 2 етапів: теоретичного та практичного. Практична частина в свою чергу також поділяється на 2 етапи: водіння на закритому майданчику (автодромі) і водіння в місті. Екзаменатор ТСЦ відмічає помилки кандидата у водії в чек-листі [Архівовано 23 січня 2022 у Wayback Machine.]
Іспит на право керування транспортними засобами категорії «A» складається тільки з здачі теорії та здачі першого етапу практичної частини (без водіння в місті), іспит на право управління транспортними засобами категорії «E» складається тільки з практичного етапу.

### Теоретична частина
При проведенні теоретичної частини іспиту перевіряються знання екзаменованих в області:
1. Правил дорожнього руху України;
2. Основних положень по допуску транспортних засобів до експлуатації і обов'язків посадових осіб щодо забезпечення безпеки дорожнього руху;
3. Законодавства України в частині, що стосується забезпечення безпеки дорожнього руху, а також кримінальної, адміністративної та іншої відповідальності водіїв транспортних засобів;
4. Технічних аспектів безпечного керування транспортним засобом;
5. Факторів, що сприяють виникненню дорожньо-транспортних пригод;
6. Елементів конструкції транспортного засобу, стан яких впливає на безпеку дорожнього руху;
7. Методів надання долікарської медичної допомоги особам, потерпілим при дорожньо-транспортній пригоді.

Теоретичний іспит у ТСЦ складається з одного тесту, в якому 20 питань, кожне з яких має варіанти відповіді на вибір (тільки один з них є правильним).
Екзаменованих пропонується за 20 хвилин відповісти на запропоновані 20 питань. При цьому, щоб здати іспит, необхідно вірно відповісти на 18 і більше відповідей з 20 запропонованих (тобто допускається зробити 2 помилки).
Якщо екзаменований відповів вірно менш ніж на 18 питань, а також у разі, якщо екзаменатори помітили, що під час іспиту він користується довідковою літературою або перемовляється з іншими особами, йому виставляється оцінка «Не здав».
Перескладання теоретичного іспиту допускається необмежена кількість разів, але вона здійснюється на платній основі і не раніше, ніж через 5 днів після попередньої невдалої здачі.
Сам іспит проводитися за допомогою комп'ютерів. Всього існує 120 можливих квитків для теоретичного іспиту. Таким чином, загальна кількість можливих питань становить 1860.

### Практичне водіння на автодромі
На першому етапі екзаменований повинен показати вміння:
1. Зрушення з місця на підйомі;
2. Розвороту при обмеженою ширині проїзної частини при одноразовому включенні передачі заднього ходу;
3. Руху та маневрування заднім ходом;
4. Гальмування і зупинки при русі на різних швидкостях, включаючи екстрену зупинку;
5. Управління на малій швидкості (для транспортних засобів категорії «А»).

Іспит категорії «B» на автодромі складається з п'яти можливих вправ:
1. рушання на підйомі («гірка»);
2. змійка;
3. паралельне паркування;
4. в'їзд в бокс;
5. розворот в обмеженому просторі.

З них уповноважений інспектор обирає три для виконання іспиту, при цьомувправа «рушання на підйомі» є обов'язковою.
В окремих випадках перед іспитом може бути дозволена пробна поїздка (не більше 2 хвилин), помилки, виконані в ході ознайомлювальної поїздки, не враховуються і екзаменований може після неї відмовитися від іспиту (при цьому спроба здачі іспиту не враховується).
При виконанні вправи «рушання на підйомі» екзаменований повинен заїхати на спеціальну естакаду, потім зупинитися і рушити на підйомі. Скотитися вниз при цьому допускається не більше ніж на 30 см. Дана вправа виконується тільки на механічній коробці передач (при іспиті на категорію «D» допустимо використовувати АКП).
При виконанні вправи «змійка» екзаменований повинен проїхати по прямій, об'їжджаючи розмічальні обладнання.
При виконанні вправи «паралельна парковка» від екзаменованого потрібно заднім ходом поставити автомобіль на уявну стоянку між двома уявними автомобілями.
Вправи «заїзд в бокс» складається у заїзді в уявний гараж заднім ходом.
При виконанні вправи «розворот» від екзаменованого потрібно в 3 прийоми розгорнути машину на 180 градусів у вузькому просторі.